# ドリトル先生と月からの使い
『ドリトル先生と月からの使い』（ドリトルせんせいとつきからのつかい、Doctor Dolittle's Garden）は、ヒュー・ロフティングにより1927年に発表されたイギリス（最初の刊行はアメリカ合衆国）の児童文学作品。

## 概要
ドリトル先生シリーズの第7作。エピソード上は第5作『動物園』から続いており、先生の助手となったトミー・スタビンズの一人称文体で書かれる3冊目のタイトルである。
原題は"Doctor Dolittle's Garden"で、日本語に直訳した場合は「ドリトル先生の庭園」であるが、本作を最初に日本語訳した井伏鱒二が第8作『月へゆく』・第9作『月から帰る』に合わせて本作がいわば「月世界編」3部作の1作目に当たることを考慮し、直訳を避けて改題したものとみられる。
宇宙がサイエンス・フィクションの中の話だった20世紀前半に、児童文学で、機械さえも使わない宇宙旅行が描かれていた物語である。

## あらすじ
先生宅の庭に設けられている「動物園」を構成する施設の一つで、ジップを会長とする「雑種犬ホーム」に併設された体育館の一角に「犬の博物館」が開館した。その館長・ケッチの半生や、ジップが披露した先生と親しい伯爵夫人が品評会で大人気となった新種のまげ髪テリアを流行らせた時のエピソードが『雑種犬ホーム物語集』と言う本にまとめられた頃、先生は『航海記』で研究していた魚介類の言葉に続き昆虫の言葉を研究し始め、ハチやゲンゴロウ、カゲロウ、蛾など様々な昆虫との会話を試みるが、ドリトル家の家政婦役を担うアヒルのダブダブは先生が新しい機材を買ったり家に虫を持ち込んだりすることに対して不快感を露わにしていた。そんなある日の晩、チンパンジーのチーチーが先生やスタビンズ達に興味深い伝承を語り始める。「昔むかし、まだ空に月が無かった頃」で始まるその伝承は、原初期の人間で大昔に別れた母親以外の人間に会ったことの無いオーソ・ブラッジと言う彫刻家がピピティーパと言う妖精の美少女と出会うが、その姿をトナカイの角に刻み付けるとピピティーパは姿を消してしまい、彼女が座っていた岩の上には青い珠で作られたブレスレットだけが残されていたと言うものであった。
虫の言葉を研究する試みが行き詰まる中、かつて偉大な博物学者のロング・アローと出会ったクモザル島への航海に際して行った儀式「運まかせの旅行」が再び執り行われる。儀式の結果、バンポが持つ鉛筆が指し示した場所は事もあろうに月面図の中心だった。この結果に対し、居合わせた一同は「いつか、月へ行く方法が確立されたら実行に移す」と言うことを申し合わせて一旦は場を収めるが、窓の外で大きな物音がして庭を見ると、そこには有り得ないほど巨大な蛾の姿が有った。この巨大な蛾はどこから来たのかを探る為の試みが始められて数日が経ち、望遠鏡で月を観測していたけ先生は月面から狼煙のような煙が上がったのを目にする。同じ煙を見ていたフクロウのトートーは今後の事態を予見し、スタビンズに「先生は独りで危険を冒して月へ行くかも知れない」と暗に、密航を促したのであった。
先生が密かに月への旅行準備を急ぐ中、新聞記者がドリトル家の異変に気付いて取材を始めたことですぐさまパドルビーの街中に「先生が近く重大な発表をするのではないか」と言う噂が広まり、野次馬が次々に集まって来たのでとても月へ行けるような状況ではなくなってしまう。どうにか野次馬を追い払い、先生がチーチーとオウムのポリネシアだけを連れ蛾の触角を通して出発の合図をした矢先、お使いを命じられていたスタビンズは全速力で蛾の腹に飛び付いて密航を成し遂げた。蛾の羽ばたきが止まる真空の世界（＝宇宙空間）で、先生達は蛾が月世界からもたらした酸素を出すツリガネソウの花だけを頼りに何時間もの気が遠くなるような宇宙旅行を続ける。やがて、蛾の体が月面に近づくと月の表面に樹木が生えているのが見えて来た。先生達は儀式の通りに、月世界へ到達したのである。

## 日本語版
長らく岩波書店版のみが刊行されていたが、2013年3月に角川つばさ文庫より新訳版が刊行された。
- ヒュー・ロフティング、訳：井伏鱒二『ドリトル先生と月からの使い』 岩波書店
  - 愛蔵版〈ドリトル先生物語全集〉第7巻 1962年4月13日初版 ISBN 978-4-001-15007-0
  - 岩波少年文庫 1979年9月19日初版、2000年改版 ISBN 978-4-001-14027-9
- 『新訳 ドリトル先生と月からの使い』（角川つばさ文庫 編集・発行：アスキー・メディアワークス）

訳：河合祥一郎 画：patty 2013年3月13日初版 ISBN 978-4-046-31291-4